# Sarah Biffen

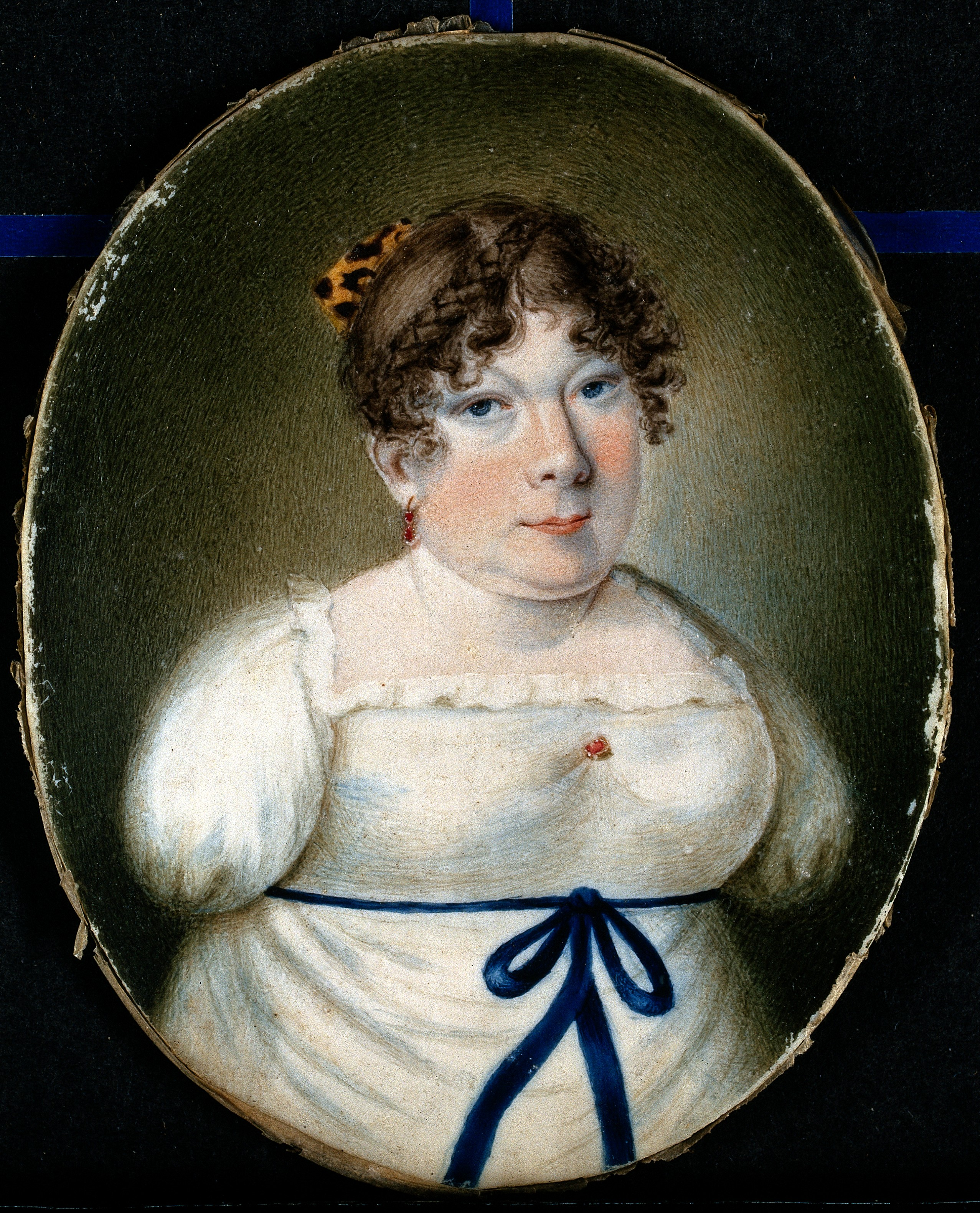
Sarah Biffen

Sarah (of Sara) Biffen (Oost Quantoxhead (Somerset), oktober 1784 - Liverpool, 2 oktober 1850) was een victoriaanse, Britse kunstschilderes, die geboren was zonder armen. Toen ze 12 was stopte ze met groeien, ze was toen 94 cm.
Sarah kwam uit een boerengezin uit Oost Quantoxhead in Somerset. Ze had geen armen, en nauwelijks noemenswaardige benen. Ondanks haar handicaps leerde Sarah lezen, en later zelfs schrijven, met haar mond. Ze kon ook naaien en knippen.
Toen ze 12 was ging ze in de leer bij een man die Mr. Dukes heette. Hij stelde haar tentoon op kermissen door heel Engeland. Volgens sommige bronnen heeft Dukes Sarah leren schilderen, opdat zij een nog grotere attractie vormde. In elk geval heeft ze in deze periode wel haar schilderijen verkocht, en ze liet mensen betalen om haar naai- schilder- en tekenwerk te zien. Ze schilderde landschappen, of miniatuurportretten op ivoor. Tijdgenoten loofden haar werk, en sommige van haar werken bestaan nu nog.
De graaf van Morton was overtuigd van haar talent en sponsorde haar. Nadat ze ook voor het koningshuis had geschilderd werd ze heel populair. Toen de graaf in 1827 stierf, had ze geen sponsor meer, en Sarah kwam in de financiële problemen. Koningin Victoria gaf haar een klein pensioen en ze ging rustig in Liverpool wonen. Ze trouwde, en twaalf jaar daarna probeerde ze nog een keer populair te worden onder de naam Mrs. Wright. Dit lukte niet, maar ze kreeg wel genoeg geld van haar fans om een rustige oude dag te kunnen genieten.
Sarah Biffen stierf op 2 oktober, in 1850, op 66-jarige leeftijd. Ze is begraven op de St. James begraafplaats in Liverpool.
- Art Gallery of South Australia: 2689
- Gemeinsame Normdatei: 1283438070
- Library of Congress Control Number: no2022148167
- Union List of Artist Names: 500053908
- Virtual International Authority File: 96039368